# Итапоранга (Параиба)
Итапоранга (порт. Itaporanga)  —  муниципалитет в Бразилии, входит в штат Параиба. Составная часть мезорегиона Сертан штата Параиба. Входит в экономико-статистический  микрорегион Итапоранга. Население составляет 22 090 человек на 2006 год. Занимает площадь 468,069 км². Плотность населения — 47,2 чел./км².

## История
Город основан 9 января 1865 года. 

## Статистика
- Валовой внутренний продукт на 2003 год составляет 52 085 340,00 реалов (данные: Бразильский институт географии и статистики).
- Валовой внутренний продукт на душу населения на 2003 год составляет 2406,12 реалов (данные: Бразильский институт географии и статистики).
- Индекс развития человеческого потенциала на 2000 год составляет 0,624 (данные: Программа развития ООН).

## География
Климат местности: полупустыня.